# Nouvelle histoire de Mouchette
Nouvelle histoire de Mouchette est un roman de Georges Bernanos, paru en 1937.
Il est adapté au cinéma par Robert Bresson en 1967 sous le titre Mouchette.
Dans ce roman, contrairement aux précédents où le message spirituel est explicitement perceptible, Bernanos aborde, écrit Éric Benoît, « un type d'écriture où le spirituel reste de l'ordre du non-dit, se dessine en creux, dans un univers où, contrairement aux romans précédents, Dieu semble le grand absent.» Regrettant que les lecteurs aient vu dans cette œuvre un « livre désespéré et désespérant », Bernanos insistait au contraire sur « la noblesse, le caractère héroïque de son personnage ».